# Kulturserver.de
kulturserver.de ist ein kosten- und werbefreies Webportal für Kunst und Kultur in Deutschland, in dem Kulturschaffende und Institutionen Informationen über sich, ihre Arbeit sowie Veranstaltungen veröffentlichen können. Das Portal dient Künstlern und Kulturschaffenden.  
Es entstand aus der Idee, Kulturschaffenden kostenfreie Online-Werkzeuge zur Selbstpräsentation im Internet zur Verfügung zu stellen und damit im Gegenzug von ihnen aktuelle Kulturinformationen zu erhalten. Hieraus hat sich eine der größten bundesweiten Online-Plattformen für Akteure und Aktivitäten im Kulturbereich entwickelt. 
An dem Projekt beteiligen sich neben Einzelpersonen und kulturellen Einrichtungen regionale, spartenorientierte und Landeskulturserver, die dieselben Datenbanken, die sogenannte CultureBase, nutzen. Sie bilden ein Kulturserver-Netzwerk, in dessen Mittelpunkt der Informationsaustausch der Mitglieder steht.

## Inhalte
Die Inhalte von kulturserver.de speisen sich im Kern aus drei Datenbanken: einer Veranstaltungs-, einer Personen- sowie einer Adressdatenbank. 
Die Veranstaltungsdatenbank enthält monatlich ca. 9.000 Kulturtermine bundesweit, die nach Bundesländern, Städten, Sparten und Zeitraum sortiert sind. Jeder Termin ist verlinkt mit dem Datenbankeintrag des Veranstaltungsortes, er kann Ticketlinks enthalten oder Verknüpfungen mit Personeneinträgen sowie weiterführende Links.
In der Adressdatenbank befinden sich über 25.000 Einträge von kulturellen Einrichtungen, Projekten und Veranstaltungsorten, recherchierbar ebenfalls nach Bundesländern, Städten und Sparten sowie alphabetisch. Jede Adresse ist mit Links zu einem Stadtplan, dem Fahrplan der Bahn sowie einem Routenplaner verknüpft. Veranstaltungsorten sind die jeweiligen Termineinträge zugeordnet.
In der Personendatenbank des Kulturserver-Netzwerks sind bisher ca. 27.000 Kulturschaffende angemeldet, die Webvisitenkarten mit teilweise ausführlichen Informationen zur Vita, Bildern und Videoclips angelegt haben. 
(Stand: Dezember 2008)

## Funktionsweise
Die Datenbanken basieren auf dem Konzept dezentraler Eingabe, Verwaltung und Abfrage von Daten. Nach der einmaligen persönlichen Anmeldung kann jedes Mitglied eine Webvisitenkarte anlegen sowie Veranstaltungstermine und Adressen online eingeben und bearbeiten. Darüber hinaus stehen ihm mit der Anmeldung eine Domain inklusive Webspace, ein Homepagebaukasten und eine E-Mail-Adresse zur Verfügung. Zudem können die Mitglieder eine Reihe weiterer Online-Werkzeuge nutzen, die eine Verbreitung der Daten aus CultureBase ermöglichen und die in der Basisversion kostenfrei nutzbar sind. Hierzu gehören ein Newslettersystem, ein Werkzeug zum Druck von Veranstaltungsflyern oder ein Tool zum Erstellen eines Kalendermoduls für die eigene Website.
Die Mitglieder sind als eigenständige Partner im Netzwerk für die Richtigkeit und Aktualität ihrer Daten selbst verantwortlich. Dabei werden Einzelpersonen jeweils von übergeordneten Online-Redaktionen – städtischen, regionalen, verbands- oder institutionsinternen – betreut. 
Daten, die für ein Projekt oder Portal eingestellt werden, stehen allen interessierten Mitgliedern des Kulturserver-Netzwerks zur Verfügung. Dabei können diese automatisch alle Daten eines Bereichs übernehmen oder eine redaktionelle Auswahl aus dem Angebot treffen, die sie dann bei sich veröffentlichen. Einmal eingegebene Daten erscheinen so gleichzeitig auf mehreren Webseiten. Wenn beispielsweise ein Theater in NRW eine Aufführung in die Veranstaltungsdatenbank einträgt, wird der Eintrag nicht nur auf der Webseite des Theaters, sondern auch im Marketingportal der nordrhein-westfälischen Bühnen, im Kulturserver NRW sowie im Kulturportal Deutschland ausgegeben.

## Netzwerk
Mitglieder des Kulturserver-Netzwerks sind unter anderen die Arbeitsgemeinschaft Dokumentarfilm, der Bundesverband Bildender Künstlerinnen und Künstler, der Bundesverband Regie sowie die Berliner und nordrhein-westfälischen Theater. Daneben gibt es in jedem Bundesland einen Landeskulturserver, verschiedene regionale Kulturserver sowie Städte und Gemeinden, die die Datenbanken nutzen.

## Betreiber
Kulturserver.de wird betrieben von der gemeinnützigen Gesellschaft Stiftung kulturserver.de gGmbH mit Geschäftsstellen in Aachen und Berlin. Sie wurde 2000 durch das Ponton European Media Art Lab und Mitglieder des Fördervereins Kunst und Internet e. V., Initiator des Aachener Kulturservers heimat.de und Entwickler der Kulturdatenbank CultureBase, gegründet.